# Lac Mstino
Le lac Mstino (en russe : озеро Мстино) est un lac de l'oblast de Tver, dans le nord-ouest de la Russie. Le lac a pour émissaire la rivière Msta.

## Présentation
Le lac Mstino a une superficie de 13,7 km2. Il est long de 13,8 km et atteint 1,8 km de largeur. Il se trouve à une altitude de 154 m et sa profondeur maximale est de 10 mètres.
Le lac a une forme très allongée du nord au sud. Ses rives sont peu élevées et marécageuses dans la partie sud. La rive nord s'ouvre au contraire sur des terres boisées. Les rives du lac comptent plusieurs villages. Une route suit la rive occidentale du lac.
Au sud du lac se trouve la ville de Vychni Volotchek, traversée par la rivière Tsna. 
Le lac Mstino est un espace de loisirs pour les habitants de Vychni Volotchek, qui y pratiquent la pêche.

## Galerie

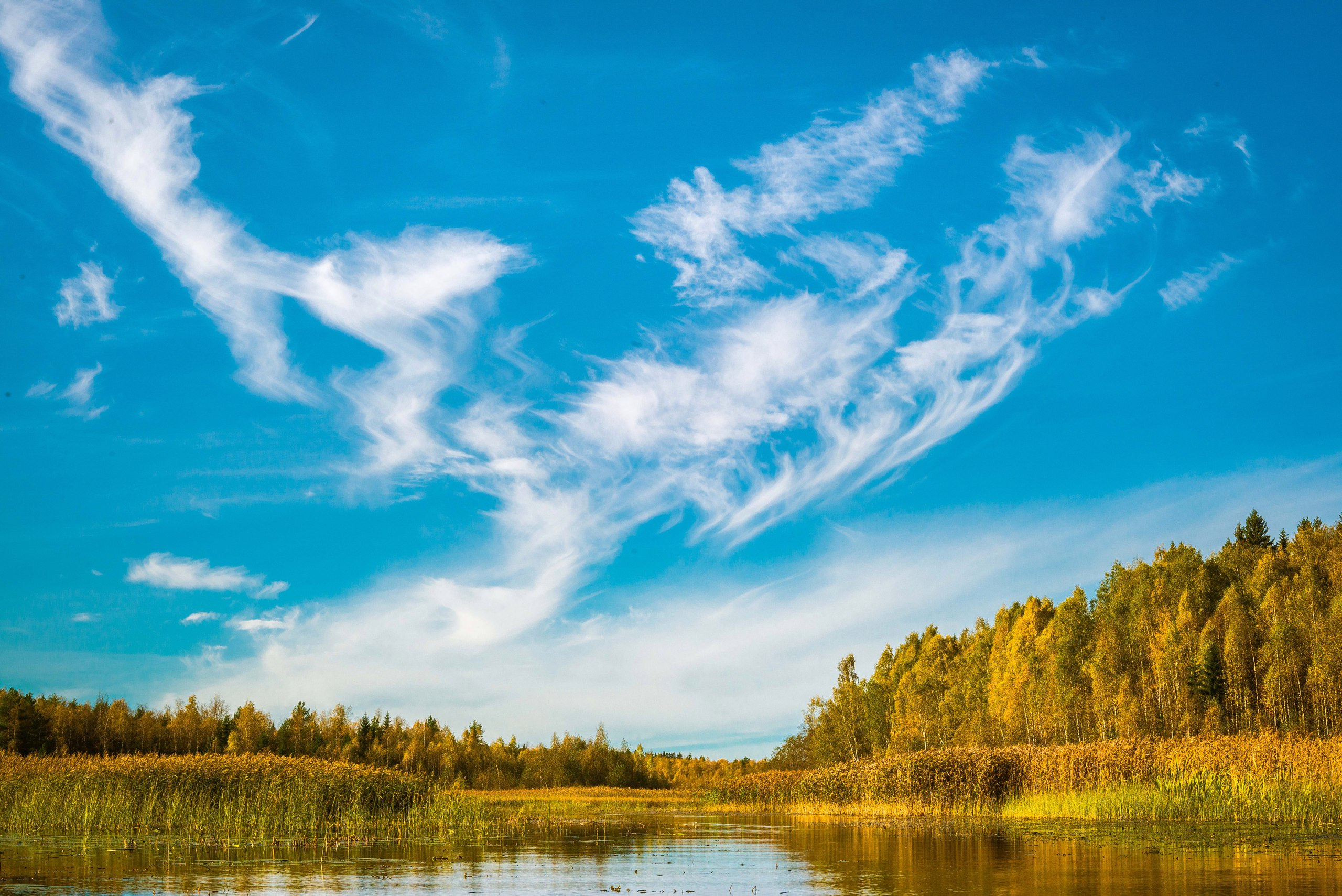
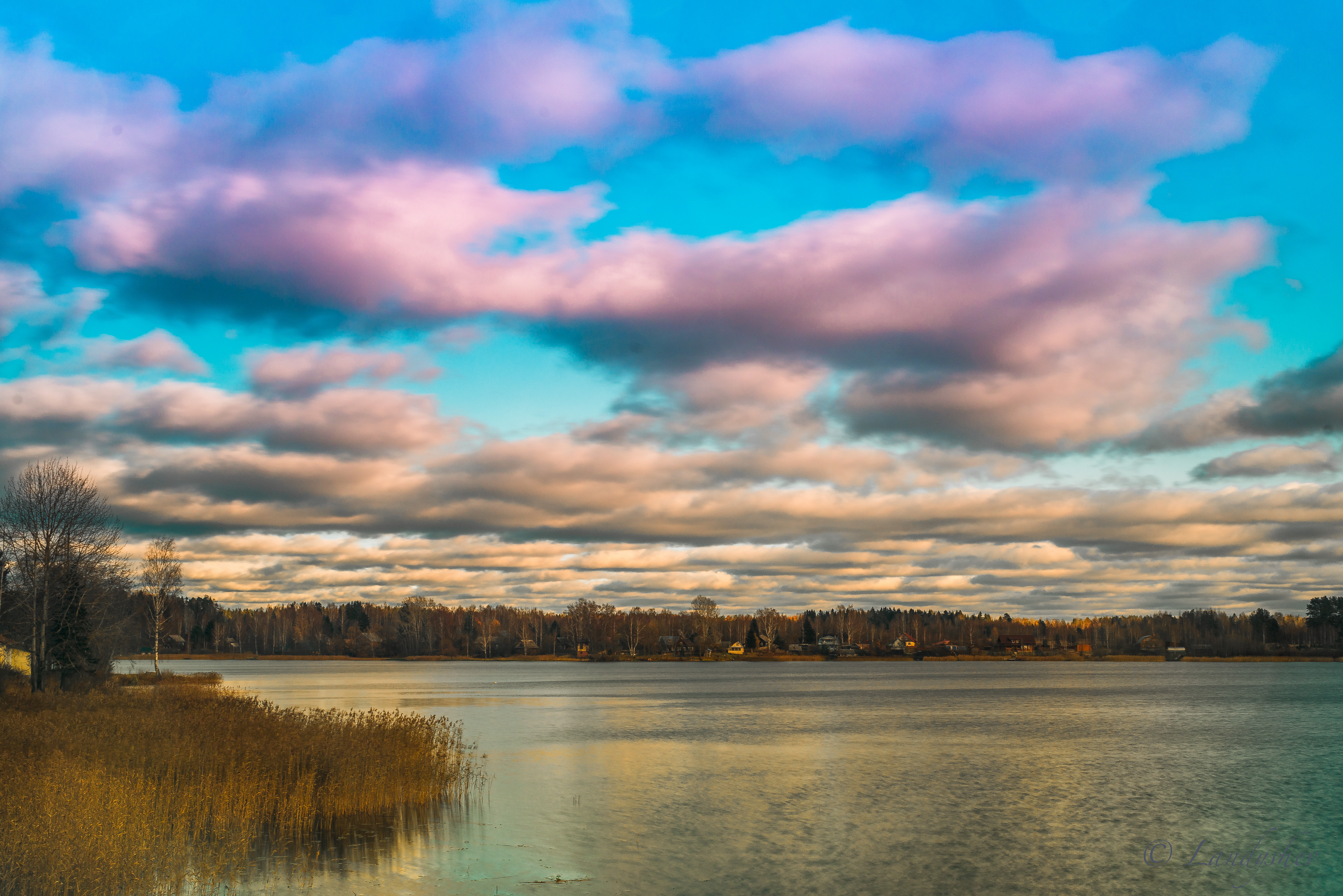

## Source
- Grande Encyclopédie soviétique